# Rhytidodera bowringii
Rhytidodera bowringii là một loài bọ cánh cứng trong họ Cerambycidae.